# Smolenskaja (Arbatsko–Pokrovskajalinjen)
Smolenskaja (ryska: Смоленская) är en tunnelbanestation på Arbatsko–Pokrovskaja-linjen i Moskvas tunnelbana. Den byggdes 1953 för att ersätta en tidigare station med samma namn. Den tidigare stationen togs dock i bruk igen som en del av Filjovskajalinjen, de båda stationerna är inte förbundna med varandra.
Smolenskaja har fyrkantiga, vita marmorpyloner med räfflade hörn, dekorativa kornischer, och ventilationsgaller gömda bakom vackra lampetter. Vid stationens slut finns en basrelief av G.I. Motovilov vid namn "Rysslands försvarare" som skildrar röda armésoldater i strid.
Stationen ligger 50 meter under jord och var den djupaste stationen i systemet tills Park Pobedy (84 m) öppnade år 2003.

## Galleri
- Wikimedia Commons har media som rör Smolenskaja (Arbatsko–Pokrovskajalinjen).

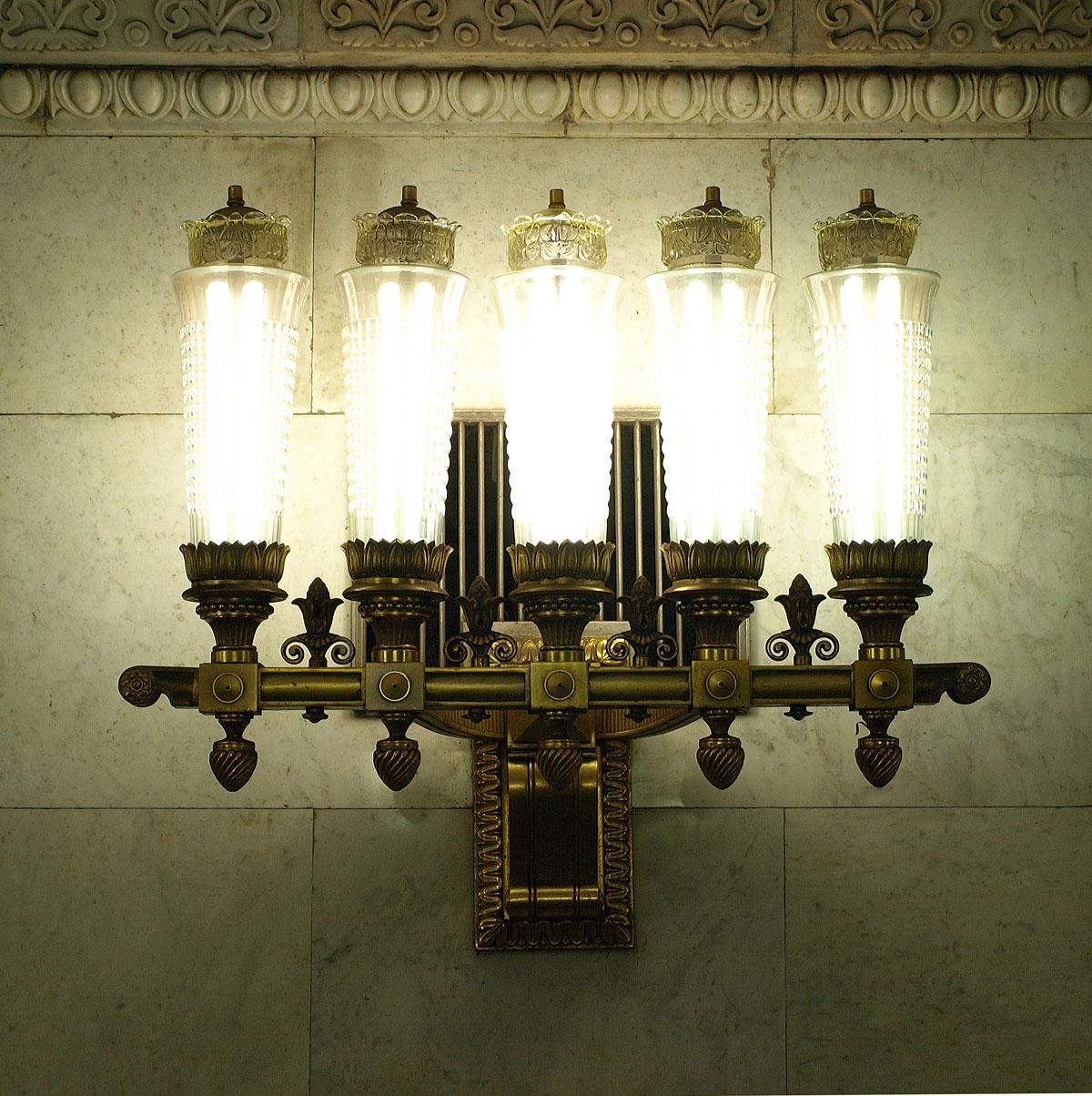
Lampett
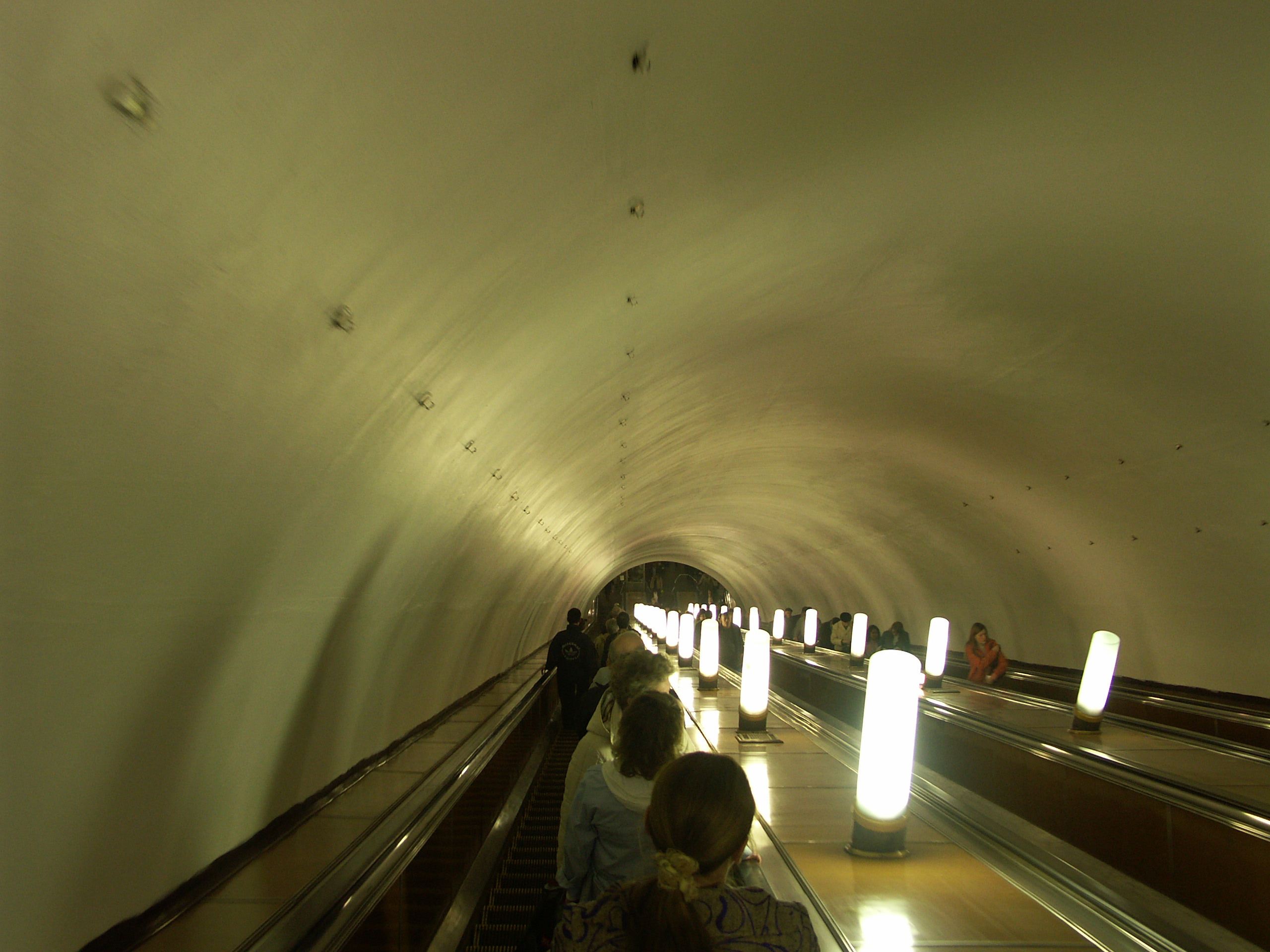
Rulltrappa